# Бахарєв Михайло Олексійович
Михайло Олексійович Бахарєв (рос. Михаил Алексеевич Бахарев, народ. 28 січня 1947, Сімферополь, Кримська область, РРФСР) — радянський, український та російський журналіст, політичний та громадський діяч, колабораціоніст.
Редактор російськомовного газети «Кримська правда», що відома своїми антиукраїнськими настроями та роздмухування сепаратизму на Кримському півострові. В минулому член партії «Блок Росія», КПУ та Руська єдність.
Заступник головани Верховної ради АР Крим (2006—2010). Заслужений журналіст Російської Федерації (2018). За сприяння окупації Криму нагороджений медаллю «За звільнення Криму і Севастополя».

## Освіта
У 1969 році закінчив історичний факультет Сімферопольського державного університету.
У 1982 році закінчив Вищу партійну школу при КП України.

## Політична діяльність
У 1994—1998 роках — депутат Верховної Ради Криму.
З квітня 1995 року — головний редактор газети «Кримська правда». З 1982 року працює у газеті «Кримська правда».
Директор, головний редактор ТОВ "Редакція газети «Кримська правда»", м. Сімферополь.
У 2007 році, за даними аналітичної платформи Youcontrol, балотувався в народні депутати України від КПУ.
У 2006—2010 роках — депутат Верховної Ради АР Крим.
З травня 2006 року до листопада 2010 року — заступник голови Верховної Ради АР Крим.
З жовтня 2011 року до лютого 2014 року — голова Комітету з премій Автономної Республіки Крим, також до лютого 2015 року залишений на цій посаді окупантами.
За сприяння окупації Криму нагороджений медаллю “За звільнення Криму і Севастополя”. 
Михайло Бахарєв активний учасник так званої “кримської весни”. Крім того, він визнає, що його  газета зробила багато до наближення “кримської весни”, внаслідок якої росія окупувала Крим.

## Погляди
У 2001 році Бахарєв у редакторській статті «Ми повернемося до тебе, Батьківщино!» заявив, що українці є частиною російського народу та розмовляють діалектом російської мови. Крім того, у статті зазначалося, що ані української нації, ані української мови не існує.